# セーラーズニット
セーラーズニットとは、女子通学用セーラー服に着る専用の肌着である。

## 概要
日本全国の中学校、高等学校での教育現場においては、旧来より男子は学生服または女子はセーラー服として採用されてきた。男子学生服においては、Ｙシャツなど指定されている学校が多いが、女子セーラー服の下着類に関しては、特に決まりがないのが現状であった。そこで、菅公学生服（尾崎商事）が学校現場や保護者の意見を参考に開発したのがはじまりとされる。

## 名称
セーラーズ
セーラーズニット
セーラーズインナー
など各メーカーによって、名称にばらつきはあるがセーラーズで統一されており、Ｖネックはすべて共通の形状である。

## 学校現場での使用
日本全国の中学校、高等学校でセーラー服の学校にて採用していることが多い。
また校則に指定している学校も多く見られ学用品の定番商品として幅広く定着をしている。

## おもな製造販売メーカー
- 菅公学生服（尾崎商事）　セーラーズコンビニットシャツが正式名称である。

- トンボ（トンボ学生服）

- 瀧本（スクールタイガー）

- 明石スクールユニフォームカンパニー（明石被服興業）（ヨット）

その他、各学生衣料メーカーより多数販売されている。